# Estació de Venècia Santa Lucia
L'estació de Venècia Santa Lucia és la principal estació ferroviària de la ciutat lacunar, i també una de les estacions més grans d'Itàlia i la novena pel que fa al flux de passatgers. Està situada al barri de Cannaregio, vorejant el Gran Canal, i pren el seu nom de l'església de Santa Llúcia, enderrocada per fer lloc a la mateixa estació.
Des de l'estació, que té una estructura terminal, s'origina una línia ferroviària de quatre vies que arriba a l'estació de Mestre, on es ramifica amb les línies cap a Torí, Trento, Trieste i Udine.

## Posició

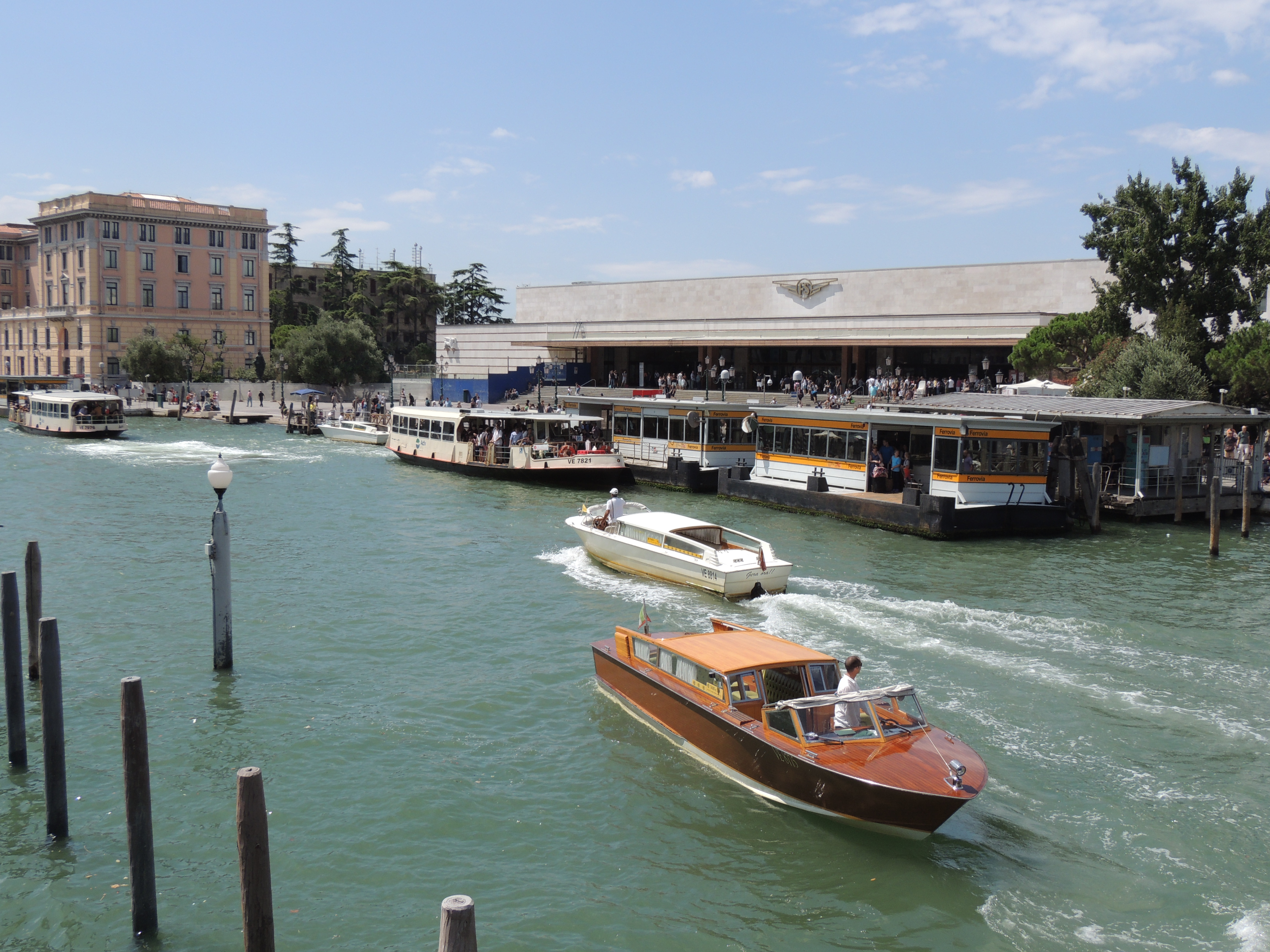
La estació ventral vista del Gran Canal

Està situada a l'extrem occidental del Gran Canal, al barri de Cannaregio. La fondamenta davant de l'estació està connectada amb la Piazzale Roma (la principal terminal de cotxes de la ciutat i el cap de totes les línies de transport públic que van a Venècia) pel Ponte della Costituzione, el quart pont sobre el Gran Canal, dissenyat per l'arquitecte espanyol Santiago Calatrava.

## Història

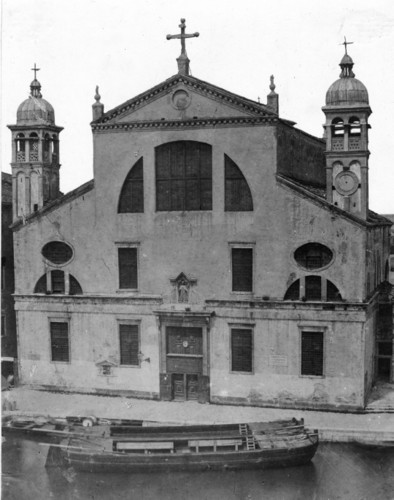
Església de Santa Lucia el 1861 abans de la seva demolició per fer lloc a l'estació.

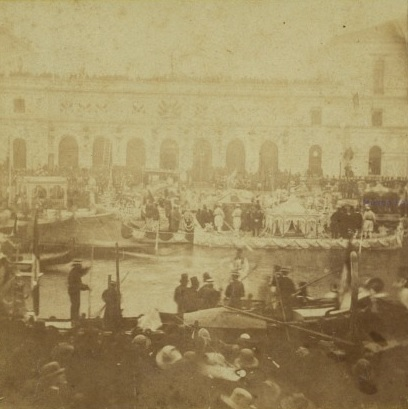
Com va aparèixer l'estació durant l'arribada de Vittorio Emanuele II a Venècia el 7 de novembre de 1866

Les obres de construcció del ferrocarril van començar el 1860. Per fer lloc a l'estació, el 1861 es van enderrocar el convent i l'església de Santa Lúcia (de la qual l'estació va prendre el nom), que es trobaven al lloc de l'actual plaça de l'estació.
L'estructura actual és el resultat d'una sèrie de projectes iniciats el 1924 per l'arquitecte racionalista Angiolo Mazzoni i d'un concurs del 1934 per a la construcció de la planta, guanyat per l'arquitecte Virgilio Vallot. Els dos arquitectes van col·laborar des del 1936 fins al 1943 en la construcció de la part central de l'edifici de passatgers. Les obres es van completar uns anys més tard (1952) basant-se en un projecte de l'enginyer Paolo Perilli.
El novembre de 2009 van començar les obres de remodelació de l'estació per millorar l'organització dels espais, els fluxos de trànsit intern i la recuperació i restauració d'alguns elements arquitectònics. L'atri actualment acull diversos espais comercials. La durada prevista de les obres era de dos anys i el cost previst era de 24 milions d'euros.

## Característiques
Actualment, l'estació té 23 andanes sense sortida (1 a 22 i 1 Nord) de les quals surten trens que donen servei de passatgers. També hi ha 2 vies sense andanes anomenades 5bis i 7bis, respectivament entre les vies 5 i 6 i entre les vies 7 i 8; una tercera via, actualment desconnectada de la línia i parcialment desactivada, es troba entre les vies 9 i 10.
Està inclosa en el grup de les 14 grans estacions italianes.
Fins al 1937 l'estació estava equipada amb un aparell de filferro tipus Saxby de 25 palanques amb senyalització semafòrica, substituït aquell any per un tipus Westinghouse ACE de 200 palanques, amb senyalització lluminosa.
Des del 1975 l'estació està equipada amb un aparell ACEI tipus Siliani, fabricat per l'empresa Luciano Parisini.
Aquell any també es va quadruplicar el pont ferroviari, ara dividit en el Ponte Vecchio i el Ponte Nuovo.
El 2021, després d'una interrupció contínua que va durar diversos dies, es va activar un Sistema Central Computeritzat Multiestació .

## Serveis
Pel que fa als serveis adreçats a persones amb mobilitat reduïda, la de Venècia Santa Lucia és una de les catorze estacions mestres nacionals i, per tant, acull una "sala blava", un lloc on treballa personal especialitzat per assistir aquests usuaris i on s'organitza, coordina i supervisa la gestió dels serveis adreçats a ells.
L'estació té:
- Accessibilitat i assistència per a persones amb discapacitat
- Bar
- Taquilla al taulell
- màquina automàtica de bitllets
- Consigna d'equipatge amb personal
- Botigues
- Comissaria de Policia Ferroviària
- punt de primers auxilis
- Restaurant
- Sala d'espera
- Lavabos
- Supermercat
- Oficina d'informació turística
- Oficina d'objectes perduts
- Banc i canvi de moneda

## Intercanvis
Des de l'estació podeu accedir al transport públic i als taxis aquàtics.
- Parada de vaporetto